# Glen Rice
Glen Anthony Rice (Flint, Michigan, 28 de maig de 1967), jugador nord-americà de bàsquet de l'NBA retirat el 2004. Rice era un aler que la seva principal característica radicava en el seu llançament exterior de tres punts, no en va posseeix el novè millor registre en la història de la competició amb 1.559 triples convertits. Un fill seu, Glen Rice Jr., també és jugador de bàsquet.

## Trajectòria esportiva

### Universitat
Després d'acabar la seva formació d'institut en el Northwestern Community High School del seu Flint natal, Rice va jugar per la Universitat de Michigan durant el període 1985-1989, convertint-se en el màxim anotador històric del centre amb 2,442 punts anotats al llarg del seu periple de quatre anys. El 1989, i com a tancament a la seva carrera universitària abans d'ingressar a professionals, va conduir a Michigan cap al campionat nacional al mateix temps que va aconseguir un record NCAA de 184 punts en el Torneig Final, avui dia encara vigent.

### Professional
Triat en la quarta posició de la primera ronda del Draft de l'NBA de 1989 pels Miami Heat, franquícia en la qual va jugar durant sis temporades (1989-1994). En la seva setena temporada recala en els Charlotte Hornets, on també mostra un gran nivell anotador durant tres anys (1995-1998). És traspassat a Los Angeles Lakers, conjunt amb el qual guanya l'anell de campió després de la fi de la temporada 1999-00.
A partir d'aquí, ja veterà, comença a baixar el seu rendiment tant als New York Knicks (2000-2001) com als Houston Rockets (2001-2003), per finalment tancar la seva carrera disputant únicament 18 partits amb Los Angeles Clippers en la temporada 2003-04.

#### Equips
- Miami Heat (1990-1995)
- Charlotte Hornets (1995-1998)
- Los Angeles Lakers (1998-2000)
- New York Knicks (2000-2001)
- Houston Rockets (2001-2003)
- Los Angeles Clippers (2003-2004)